# Anastasia Oberstolz-Antonova
Anastasia Oberstolz-Antonova (* als Anastasia Antonowa (russisch Анастасия Антонова) 12. Oktober 1981 in Kemerowo, Sowjetunion) ist eine ehemalige italienische Rennrodlerin.

## Werdegang
Die gebürtige Russin Anastasia Antonowa heiratete 2003 den italienischen Rennrodler Christian Oberstolz und ging danach für das italienische Team an den Start. Nach den Olympischen Spielen von Turin 2006 beendete sie ihre Karriere auf Grund einer Schwangerschaft, mittlerweile hat sie zwei Kinder.

## Erfolge
National
| Italienische Meisterschaften | Italienische Meisterschaften | Italienische Meisterschaften | Italienische Meisterschaften |
| ---------------------------- | ---------------------------- | ---------------------------- | ---------------------------- |
| Gold                         | 2004 in Igls                 | Gold im Einsitzer            |                              |
| Gold                         | 2005 in Igls                 | Gold im Einsitzer            |                              |
| Gold                         | 2006 in Cesana               | Gold im Einsitzer            |                              |

Weltcupsiege
|     | Datum                 | Ort         | Disziplin |
| --- | --------------------- | ----------- | --------- |
| 01. | 16.–17. Dezember 2005 | Lake Placid |           |